# Spilogale angustifrons
Lo skunk macchiato meridionale (Spilogale angustifrons Howell, 1902) è un mammifero carnivoro della famiglia dei Mefitidi (Mephitidae) presente in America centrale dal Messico centrale alla Costa Rica.

## Descrizione
Lo skunk macchiato meridionale ha una lunghezza testa-corpo di 21-25 centimetri e una coda folta lunga 10-14,5 centimetri. Le femmine sono in genere leggermente più piccole dei maschi. Il peso varia tra 240 e 533 grammi. Come gli altri skunk macchiati, ha un mantello nero con macchie e strisce bianche di aspetto variabile. Presenta una macchia bianca tra gli occhi e sei strisce parzialmente interrotte lungo il dorso e i lati del corpo. Le strisce centrali scendono dal centro del dorso fino all'addome, dove si ramificano e scendono lungo i fianchi. Il secondo paio si diparte dalle orecchie e corre parallelo alle strisce centrali e il terzo paio corre dalle zampe anteriori lungo i lati del corpo, fino a incontrare le strisce discendenti sui fianchi, con le quali si fonde parzialmente. La punta e il terzo posteriore della folta coda sono bianchi. Le zampe hanno cinque dita dotate di lunghi artigli.
Il cranio è piccolo e stretto con una scatola cranica fortemente bombata. Anche la regione del muso è molto stretta. Lo skunk ha tre incisivi, un canino, tre premolari e un molare su ciascuna metà della mascella superiore, con il secondo premolare molto piccolo o mancante. Nella mandibola vi è un molare aggiuntivo per emimascella. In tutto vi sono 34 denti.

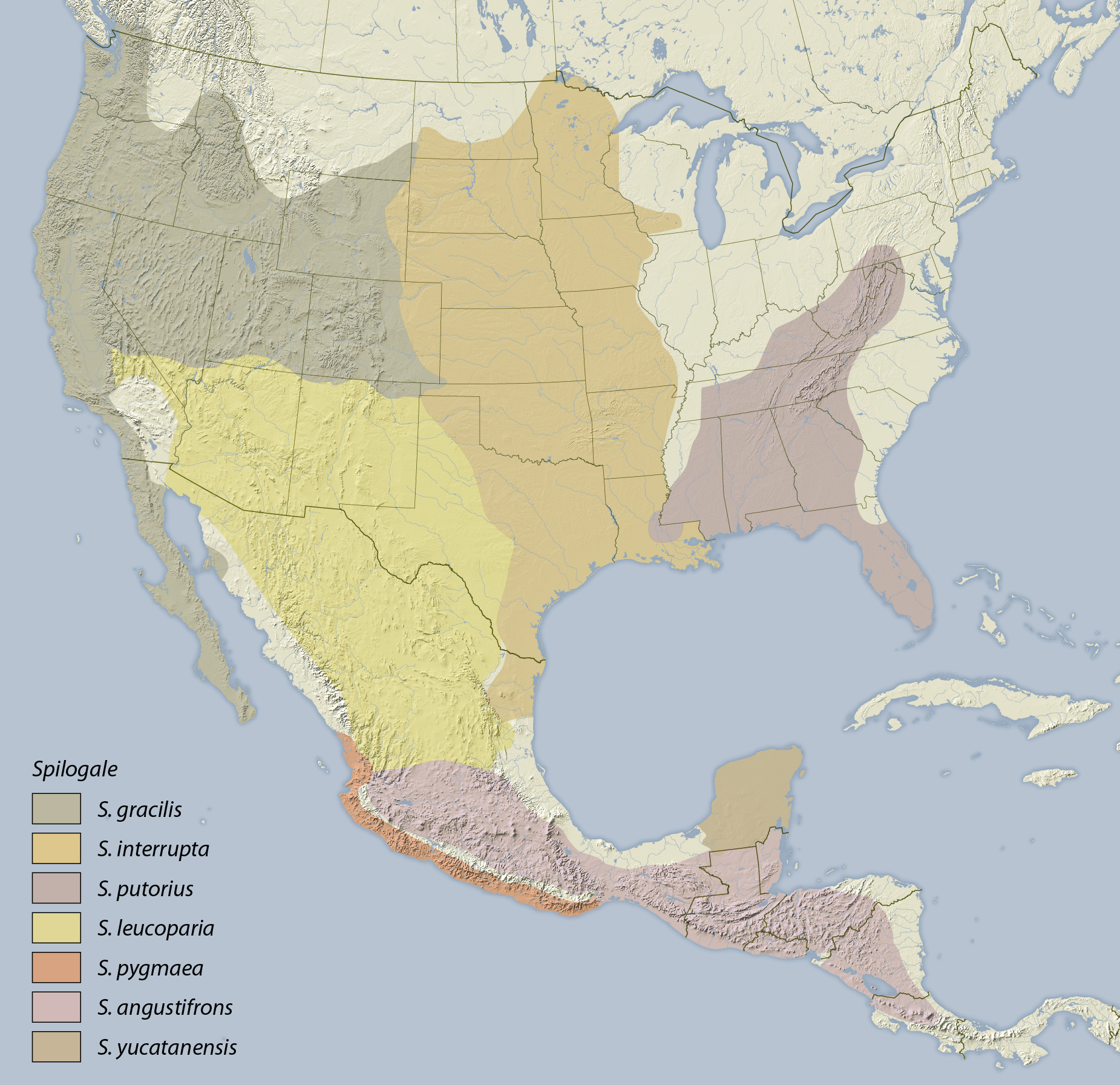
L'areale dello skunk macchiato meridionale (qui in viola chiaro) comprende l'America centrale.

## Distribuzione e habitat
L'areale della specie si estende dal Messico centrale alla Costa Rica e comprende i paesi di Belize, El Salvador, Guatemala, Honduras e Nicaragua. La popolazione della penisola dello Yucatán viene ora considerata una specie separata (Spilogale yucatanensis).

## Biologia
Questo skunk vive solitamente in zone montuose fino ad altitudini di 2800 metri. Come habitat predilige le aree montuose sassose con copertura di cespugli e alberi radi, le boscaglie e gli affioramenti rocciosi, ma è presente anche in zone di foresta pluviale con fitta vegetazione, nelle pinete, nelle praterie e nei terreni agricoli. Lo spazio vitale di ciascun esemplare è stato stimato in circa 64 ettari. Nelle aree in cui lo skunk è presente regolarmente, si riscontra una densità di popolazione compresa tra cinque e otto esemplari per chilometro quadrato. Le tane vengono costruite tra le radici degli alberi, sotto le pietre e nei tronchi cavi degli alberi, ma vengono utilizzate anche tane abbandonate di armadilli e altri animali.
Questa specie è prevalentemente notturna e rimane per lo più a terra, ma se necessario è in grado di arrampicarsi bene. È onnivora e si nutre di insetti, vertebrati più piccoli, uova di uccelli, frutta e altre sostanze di origine vegetale, anche se gli invertebrati costituiscono circa metà della dieta. Come tutte le altre moffette, è dotata di ghiandole odorifere sull'addome in cui vengono prodotte secrezioni difensive per allontanare potenziali aggressori.
Non sono disponibili dati sulla biologia riproduttiva e non si conosce nemmeno il periodo dell'anno destinato alla riproduzione.

## Tassonomia
Lo skunk macchiato meridionale è una delle sette specie classificate nel genere Spilogale. Venne descritto per la prima volta da Arthur Holmes Howell nel 1902 a partire da un esemplare proveniente da Tlalpan, che oggi è un quartiere di Città del Messico. In passato veniva considerato talvolta come una sottospecie dello skunk macchiato orientale (Spilogale putorius), ma oggi è considerato una specie separata sulla base di differenze nel genoma.
Gli skunk macchiati rappresentano un sister group delle moffette striate (Mephitis), anch'esse diffuse nell'America settentrionale e centrale. Sister group di entrambi i generi sono gli skunk dal naso di porco (Conepatus), concentrati per lo più nell'America meridionale. Lo skunk macchiato meridionale, insieme allo skunk macchiato occidentale (Spilogale gracilis), a S. leucoparia e allo skunk macchiato del Sonora (clade del Sonora), appartiene al clade occidentale del genere Spilogale.
Oggi all'interno della specie non vengono distinte sottospecie. Spilogale angustifrons yucatanensis è ora considerato una specie separata e appartiene al clade orientale del genere Spilogale.

## Conservazione
Dato l'areale relativamente ampio, nonché le dimensioni presunte della popolazione e la capacità di adattarsi ai cambiamenti degli habitat, lo skunk macchiato meridionale viene elencato come «specie a rischio minimo» (Least Concern) dall'Unione internazionale per la conservazione della natura (IUCN). La specie è minacciata soprattutto dagli incendi boschivi, dalla messa a coltura di piantagioni di monocolture, dalla costruzione di strade e dal traffico automobilistico.